# Heinrich Schütz
Heinrich Schütz, latiniserat Henricus Sagittarius, född 8 oktober (jul.)/ 18 oktober (greg.) 1585 i Köstritz, död 6 november (jul.)/ 16 november 1672 i Dresden, var en tysk protestantisk tonsättare och organist under den tidiga barocken.

## Barn- och ungdom
Schütz föddes i faderns värdshus Goldenen Kranich i Köstritz (Ostthüringen) som den andre av åtta syskon och döptes 9 oktober 1585 i St. Leonhardkyrkan i Köstriz. När han var fem år gammal flyttade familjen till Weißenfels där fadern övertog ett annat värdshus, och här tillbragte Heinrich Schütz sin barndom. År 1599 upptäcktes hans musikaliska talang av lantgreven Moritz von Hessen-Kassel, som såg till att han fick utbildning till sångare och dessutom från 1607 kunde studera juridik i Marburg. Samtidigt studerade han orgelspel och komposition. Från 1609 till 1612 kunde han tack vare ett stipendium från lantgreven studera för Giovanni Gabrieli i Venedig, där han 1611 publicerade Il Primo libro di Madrigali. Gabrieli var f.ö. den ende som Schütz nämnde som sin lärare. 
När han 1613 återvände till Kassel fick han anställning som andre organist vid lantgreve Moritz von Hessens hov. År 1619 blev han kapellmästare vid det framstående sachsiska hovkapellet, en position som han innehade resten av sitt liv. Samma år gav han ut Psalmen Davids och gifte sig med Magdalena Wildeck. De fick två döttrar. Anna Justina dog redan vid 17 års ålder. Euphrosyne föddes 1623 och gifte sig med Christoph Pincker, som blev borgmästare i Leipzig. 
Som kapellmästare hade Schütz ansvar för hovkapellet med både sångare och instrumentalister. Man framförde såväl andlig som världslig musik, som underhållning och vid gudstjänster såväl som vid politisk representation. Tyvärr har hans dramatiska världsliga verk (sångspel och baletter) gått förlorade. 

## Trettioåriga kriget
År 1618 utbröt trettioåriga kriget, vilket inte bara kostade livet för närmare en tredjedel av Tysklands invånare, utan också orsakade ett nästan totalt sammanbrott för den tyska kulturen, vilket också Schütz själv har beklagat sig över. I inledningen till Kleine geistliche Konzerte 1636 skriver han att han tvingats skära ned på ambitionerna rörande instrumentation och uppförande. Till detta kom också att pesten bredde ut sig på nytt. Hans fru Magdalena avled 1625 och han gifte aldrig om sig. För att inte förlora kontakten med den nya musikens landvinningar besökte Schütz 1628 Italien för andra gången och stannade där i mer än ett år (möjligen träffade han då Claudio Monteverdi). Besöket gav honom avsevärda nya impulser för komponerandet. Hans första bok av Symphoniae sacrae, som utgavs 1629 i Tyskland efter hans återkomst, visar på detta. Vid denna tid fick hovkapellet i Dresden stora problem med att betala sina medlemmar, och Schütz började se sig om efter anställningar utanför Dresden. 
Han fick erbjudanden från kung Christian IV i Danmark/Norge att leda musik vid bröllopsfester. 1633 till 1635 och 1642 till 1644 var han anställd som dansk överkapellmästare i Köpenhamn. Dessutom arbetade Schütz som musikalisk rådgivare vid furstehoven i Hannover, Wolfenbüttel, Gera, Weimar och Zeitz. 1635/36 komponerade han Musikalischen Exequien till begravningen av hans landsfurste Heinrich Posthumus Reuß. 1636 publicerade han i Leipzig första delen av Kleine geistliche Konzerte, och 1639 följde den andra delen. Hans musikaliska publicerande nådde sin höjdpunkt under slutet av 1640-talet: 1647 kom andra delen av Symphoniae sacrae, 1648 Geistliche Chormusik och 1650 tredje och sista delen av Symphoniae sacrae. Han ansökte från 1645 om pension, men detta avvisades av Johann Georg I, och först dennes son Johann Georg II av Sachsen beviljade 1656 Schütz pension, men Schütz behöll hela livet sin titel som kapellmästare. 

## De sista åren
De sista åren tillbragte Schütz i sitt hus i sin barndomsort Weißenfels. Från denna tid härstammar hans tre passioner enligt Lukas (ca 1664), Matteus (1665) och Johannes (1666) samt hans Weihnachtshistorie (1664). Hans sista verk är den fullständiga tonsättningen av den 119 psalmen(1671), uppdelad i elva motetter, följd av en tonsättning av den 100 psalmen och ett tyskt Magnificat. Den 119 psalmen är den längsta i bibeln, och hela verket är skrivet för dubbelkör. Eftersom detta blev hans sista verk kallas det vanligen för hans svanesång. Schütz avled vid den höga åldern av 87 år i Dresden, och jordfästes i Frauenkirche där. När kyrkan revs 1727 gick hans grav förlorad. I dagens Frauenkriche finns ett minnesmärke över denna tyske musiker av europeisk rang. 

## Musikaliskt skapande
Heinrich Schütz anses som den mest betydande tyska tonsättaren under den tidiga barocken. Även om han först utbildades till organist, så komponerade han efter tidiga madrigaler med italienska texter framför allt vokalmusik till tyska andliga texter såväl till hovets gudstjänster som till furstlig taffelmusik. Schütz såg som sin huvuduppgift att producera musik för speciella tillfällen såsom stora hovfester eller politiska händelser. 
De besvärliga levnadsomständigheterna som trettioåriga kriget, epidemier och sociala omvälvningar ledde till att Schütz, trots ett till en början glansfullt liv vid hovet och ett till hans frus tidiga död lyckligt äktenskap, senare i livet beskrev sitt liv som en "nästan plågsam existens". I viss mån har detta avspeglats i hans verk. 
Schütz införde till Tyskland den nya italienska konserterande stilen med obligat generalbas, och kombinerade den med tysk bibelprosa. Hans mästerliga "översättning" av tyska texter till musik - här kunde han falla tillbaka på sina erfarenheter av den italienska madrigalen - har allt sedan dess fascinerat åhörarna. 
Vid sidan av bibeltexter (speciellt Psaltarpsalmer) har Schütz i mindre omfattning tonsatt rimmade eller strofiska texter, han saknade tyska texter som kunde mäta sig med de italienska madrigalerna och såg sig inte i stånd att själv skriva sådana texter. Likväl har Schütz samarbetat med kända diktare; samarbetet med Martin Opitz ledde till pastoralkomedien Dafne, även om man inte vet om det handlar om en genomkomponerad opera eller ett teaterstycke med musik. 
Vid sidan av generalbasstilen har Schütz också ägnat sig åt den äldre stilen utan generalbas, vilken han höll högt som grund för allt komponerande. Det visar inte bara hans madrigaler, utan också motetterna i Cantiones sacrae från 1625 liksom Geistliche Chormusik från 1648. Just sammansmältningen av de båda stilarna, arbetet med del olika elementen i konserter, motetter och madrigaler, den virtuosa hanteringen av såväl vokalstämmor som obligata instrument och den varierande hanteringen av olika besättningar (från enstämmiga konserter till flerköriga, klangfulla verk) räknas till de speciella egenskaper som redan hans samtida uppskattade. 
En fullständig förteckning över Schütz verk finns i Schütz-Werke-Verzeichnis (SWV) av Werner Bittinger.

## Emottagande och utgivning av musiken
Under sin livstid kallades Schütz "parens nostrae musicae modernae", det vill säga ”fader till vår (den tyska) moderna musiken”. Den första tyska musikhistorien från 1650 kallar honom "den allerbesten teutschen Componisten" (den allra bästa tyska kompositören), och på hans gravsten betecknas han som "saeculi sui musicus excellentissimus" (hans århundrades mest framstående musiker). Till Schütz elever räknas bland andra David Pohle, Matthias Weckmann, Johann Theile, Adam Krieger och Johann Vierdanck. Trots uppskattningen bland sina samtida blev han bortglömd i närmare 200 år. År 1834 nämns Schütz i Carl von Winterfelds monografi över Giovanni Gabrieli. Från 1879 uppförde Carl Riedel, körledare i Leipzig, framförallt passionerna och Die Sieben Worte i egna bearbetningar, och gjorde dem på så sätt bekanta för en större publik. Franz Liszt engagerade sig för nytryck av Schütz verk. I början av 1880-talet uppförde Arnold Mendelssohn på uppmuntran av Friedrich Spitta i Bonn flera körverk. Också Johannes Brahms uppförde några av Schütz verk i Wien. År 1885 började Philipp Spitta med den första publiceringen av Schütz samlade verk. Under 1920-talet började framför allt motetterna ur Geistlichen Chormusik att framföras mer. 1922 grundades det första kortlivade Heinrich-Schütz-Gesellschaft. Det följdes 1930 av Neue Schütz-Gesellschaft, som senare bytte namn, och ännu i dag finns kvar under namnet Internationale Heinrich-Schütz-Gesellschaft (ISG) och man anordnar årliga Heinrich-Schütz-fester eller Heinrich-Schütz-dagar för att upplysa om och sprida Schütz musik. En av grundarna, Hans-Joachim Moser, presenterade 1936 en första biografi över Schütz, efter det att Erich Müller redan 1931 hade producerat en utgåva av Schütz skrifter och brev. 1955 påbörjade ISG en nyutgåva av samtliga verk (Neue Schütz-Ausgabe), och hittills (mars 2011) har 37, av 45 beräknade, volymer getts ut. 1979 började ISG att ge ut Schütz-Jahrbuch, som sedan dess utkommer årligen, och publicerar viktiga uppsatser om Schütz och hans samtid. Vid sidan av Neue Schütz-Ausgabe publiceras också Stuttgarter Schütz-Ausgabe (med utgivaren Günter Graulich) som syftar till att tillgodose uppförandepraktiska behov. Därtill pågår en CD-inspelning av samtliga verk under ledning av Hans-Christoph Rademann i samarbete mellan Dresdner Kammerchor, Carus-Verlag Stuttgart och MDR Figaro. Den italienska cembalisten och dirigenten Matteo Messori arbetar med ensemblen Cappella Augustana med en inspelning av Schütz samtliga verk. Av planerade 35 CD-skivor har hittills (4 september 2011) 19 utkommit. Den svenske tonsättaren Karl-Erik Svedlund har i sin bok "De sågo himmelen öppen" (Normans Förlag 1966) porträtterat Henrich Schütz, hans kompositioner och hans kristna tro. Heinrich-Schütz-arkivet i Dresden grundades 1988 av Wolfram Steude. I Schütz boningshus i Weissenfels grundades 1985 museet Heinrich-Schütz-Haus. I de tre viktigaste städerna där Schütz levde och verkade, Bad Köstritz, Dresden och Weißenfels, anordnas varje år musikfestivaler till kompositörens ära. I Sverige verkar Svenska Schützsällskapet med samma målsättning som ISG.

## Utmärkelser
Asteroiden 4134 Schütz är uppkallad efter honom.